# Горњи Каскоквим
Горњи Каскоквими (или Колчани, Атабаскани Горњег Каскоквима, Мекграт Ингалици) су атабаскански народ, староседеоци су горњег тока реке Каскоквим у америчкој држави Аљасци. Антрополог Едвард Хозли их је први идентификовао као посебну етничку групу 1968. Према Хозлију, Горњи Каскоквими, то јест Колчани, како их је он називао, имају посебну историју и културу које се разликују од историје и културе њихових суседа. Они су првобитни становници села на горњем току реке Каскоквим (или Кускоквим) Николај, Телида и Мекграт. Око 25 Горњих Каскоквима још увек говори горњо каскоквимским језиком. Њихов језик спада у централноаљаско-јуконску подгрупу северне групе атабасканских језика. Горњо каскоквимски језик је ближи тананском језику, него суседном дег хитанском (ингаличком) језику, којим се говори на средњем току реке Каскоквим. Горњи Каскоквими су традиционално ловци-сакупљачи и полу-номадски народ. Имају матрилинеарни систем сродства и наслеђивања. 
Њихови суседи су други атабаскански народи: Којукони (север и североисток), Холикачуци (северозапад), Дег Хитани (југ и југозапад) и Денаине (југ и југоисток).

## Подгрупе и насеља
У прошлости је постојало 6 посебних подгрупа Горњих Каскоквима и већи број села. Данас је већина Горњих Каскоквима насељена у селу Николај.
Подгрупе Горњих Каскоквима:
- Телида  — били су насељени дуж реке Макинли и често су презимиљавали у Телиди.
- Ист Форк (источна саставница) — имали су зимска села око реке Слоу Форк и потока Денис.
- Саут Форк  — имали су села у области Фервел и на ушћу Тонзоне. Село на ушћу Тонзоне премештано је два пута, а у време контакта постало је село Николај.
- Салм`н Рив`р  — дуж река Салм`н, Питка и Мидл Форк (Средња саставница реке Кускоквим).
- Биг Рив`р — који су ловили на реци Биг Рив`р и Мидл Форк, а зими насељавали села у области Фервел и на ушћу реке Биг Рив`р.
- Вајнсејл — која се кретала око планине Вајнсејл.

Стара насеља Горњих Кускоквима:
- Мекграт је било сезонско село Горњих Каскоквима
- Такотна је имала мешовито становништво Горњих Каскоквима и Ескима Јупика
- Николај је село Горњих Каскоквима
- Телида је село Горњих Каскоквима (скоро потпуно напуштено село)

## Историја
Први писани документ који потиче из доба у коме је успостављен контакт и трговина између Европљана (прецизније Руса) и Горњих Каскоквима (прва половина 19. века), оставио је руски војно-поморски официр, Лаврентиј Алексејевич Загоскин. Који је имао задатак да истражи унутрашњост Руске Америке. Руси су 1830—их основали велики број трговинских постаја у близини насеља Горњих Каскоквима. Након контакта са Русима Горњи Каскоквими су брзо прихватили православље. Са развојем трговине променио се и начин живота Горњих Каскоквима, који је постао више седелачки, а мање номадски, успостављена су и стална насеља.
Након продаје Аљаске Америци 1867. контролу над трговинским постајама и трговином крзном преузели су Американци. Крајем 19. и почетком 20. века контакти између Горњих Каскоквима и белаца су значајно појачани. Њихову територију истраживали су геолози (1898) и експедиција војске САД (1899), а на њу су дошли трагачи за златом, трапери (замкари) и православни свештеници. Православне цркве су саграђене у селима Николај и Телида 1914—1915, након чега су ова села постала главни центри Горњих Каскоквима.
Око 1910. постојало је 10 зимских села Горњих Каскоквима, а до 1935. становништво је сконцентрисано у 4 села Николај, Телида, Вајнсејл и Биг Рив`р. Вајнсејл је напуштен 1940. када је село Николај постало главни центар. Школа је отворена у селу Николај 1950. што је додатно допринело груписању Горњих Каскоквима у њему. До средине 1960—их већина Горњих Каскоквима је живела у селу Николај.

## Данашња племена
Племена Горњих Каскоквима која признаје амерички Биро за индијанска питања су:
| Племе                       | Насеља  | Популација |
| --------------------------- | ------- | ---------- |
| Мекграт староседелачко село | Мекграт | 96 (161*)  |
| Николај село                | Николај | 53 (63*)   |
| Такотна село                | Такотна | 13 (20*)   |
| Телида село                 | Телида  | 19 (21*)   |

Са звездицом у загради ( *) популација укључујући особе мешаног порекла.